# Karol Czejarek
Karol Krystian Czejarek (* 11. August 1939 in Berlin) ist ein polnischer Germanist, Literaturwissenschaftler, Übersetzer und Hochschulprofessor.

## Leben
Sein Vater Roman Czejarek war ein 1913 in Zabrze (damals Hindenburg O.S.) geborener Pole, studierte seit 1931 Sprachwissenschaften, daneben war er im Bund der Polen in Deutschland tätig. Nach der Machtergreifung 1933 wurde Roman Czejarek von der Universität verwiesen und im Bergwerk in Giesen beschäftigt. Dort lernte er seine zukünftige Ehefrau Maria geb. Mellin kennen. Das junge Ehepaar kam nach Berlin, wo 1939 Karol zur Welt kam und Roman an der Friedrich-Wilhelms-Universität sein Studium vollendete und zum Dozenten berufen wurde. Nach dem Zweiten Weltkrieg wurde Roman Czejarek an der Polnischen Militärmission in Deutschland angestellt.
1948 siedelte Karol Czejareks Vater mit seiner Familie nach Stettin über, wo er auf eine Anstellung an der damals entstandenen Technischen Hochschule hoffte. Für die damaligen Behörden galt er jedoch als politisch verdächtig und konnte seine Pläne nicht verwirklichen. Er starb 1953, nach seinem Tode verließ seine Ehefrau Stettin und kam nach Deutschland zurück. Karol Czejarek blieb allein in Stettin.
Nach seinem Abitur 1956 war er im Buchhandel beschäftigt, leistete 1959 bis 1961 seinen Militärdienst, studierte seit 1963 Germanistik an der Adam-Mickiewicz-Universität Posen, kam 1973 aus Stettin nach Warschau, wo er auf der Kulturszene aktiv wurde, u. a. den Posten des Direktors eines Departements im Kultur-und-Kunstministerium bekleidete.
Nach dem Ende der Herrschaft der Kommunisten 1989 beschäftigte er sich wieder mit seinem Hauptberuf, der Germanistik. 1990 erhielt er die Doktorwürde an der Humanistischen Fakultät der Universität Stettin aufgrund seiner Doktorarbeit Proza Anny Seghers: problematyka i typ bohatera zaangażowanego („Prosa von Anna Seghers. Problematik und Typus eines engagierten Helden“). Danach wurde er an der Universität Warschau an der Fakultät für Angewandte Linguistik angestellt.
In den Jahren 2011 bis 2016 bekleidete er den Posten eines außerordentlichen Professors für Germanistik an der pädagogischen Fakultät der Humanistischen Akademie "Aleksander Gieysztor" (Pułtusk) sowie des Generalsekretärs des Interfakultären Zentrums für Deutschkunde. Karol Czejarek nimmt auch an dem ost-west-forum Gut Gödelitz e.V. teil. 2016 ging er in den Ruhestand.
Karol Czejarek ist Mitglied des Verbandes Polnischer Schriftsteller (ZLP).
Während seines Aufenthaltes in Stettin war er als Radsportler bekannt.

## Schaffen
Er ist Verfasser und Herausgeber von zahlreichen literaturwissenschaftlichen, biografischen, landeskundlichen Arbeiten sowie von Deutschlehrbüchern und publizistischen Beiträgen, u. a. im Internetportal „Przegląd Dziennikarski“, in dem er als stellvertretender Herausgeber wirkt. Karol Czejarek übersetzte viele Werke von Hans Hellmut Kirst und redigierte deren Gesamtausgabe. Er übersetzte auch Werke von Georg Heym, Günter Kunert, Hans Walldorf, Heiner Müller, Günter de Bruyn, Ursula Hörig und Christa Grasmeyer. Nebenbei ist er als vereidigter Dolmetscher tätig. Er übersetzte ins Polnische das Buch von Hans-Gerd Warmann über die Kristallnacht 1938 in Stettin Panie Abrahamson, Pańska synagoga płonie! Historie do szczecińskiej historii (dt. Originaltitel: Herr Abrahamson, Ihre Synagoge brennt! Stettiner Geschichten), Scheunen-Verlag, Kückenshagen, 2009. Szczecin: Towarzystwo Społeczno-Kulturalne Żydów w Polsce Oddział w Szczecinie, 2024.

## Werke (Auswahl)
- (Hrsg.) „Sonata wiosenna“ Opowiadania wojenne pisarzy Niemieckiej Republiki Demokratycznej („Frühlingssonate“. Kriegserzählungen der Schriftsteller der Deutschen Demokratischen Republik). Warszawa 1982.
- Anna Seghers. Poznań 1986.
- (Mitaut.) Polen. Land und Leute. Warszawa 1987.
- Gramatyka niemiecka dla ciebie. Poznań 1999 (Mitaut. Joanna Słocińska).
- Gramatyka języka niemieckiego (Ilse Mac Lean, Lorna Sinclair Knight). Warszawa 2003 (polnische Fassung: mit Hubert Czejarek).
- Deutsche Sprache in Polen nach 1989: Geschichte, Bildung, Praxis = Język niemiecki w Polsce po roku 1989: historia, edukacja, praktyka: materiały Konferencji Naukowo–Praktycznej Zakładu Filologii Niemieckiej. Warszawa 2006 (Mithrsg. Janina Mąkosza–Bogdan).
- (Mithrsg.) Historia pamięcią pisana. Biografie polsko–niemieckie, Teil 1. Pułtusk 2014.
- (Mithrsg.)  Historia pamięcią pisana. Biografie polsko–niemieckie, Teil 2. Pułtusk 2017.
- Polska między Niemcami a Rosją - Polen zwischen Deutschland und Russland. Materialien internationaler Colloquien, Gödelitz, 27. bis 29. März, Pułtusk, 24. bis 26. September 2010, hrsg. von Karol Czejarek u. Tomasz G. Pszczółkowski, Pułtusk 2011, 394 S.
- Karol Czejarek: Nazizm, wojna i III Rzesza w powieściach Hansa Hellmuta Kirsta : (Nationalsozialismus, der Krieg und das 3. Reich in den Romanen von Hans Hellmut Kirst) : Wrocław : "Atut" - Wrocławskie Wydawnictwo Oświatowe, 2003 : ISBN 83-89247-16-X
- Karol Czejarek: Autobiografia. Moja droga przez życie, Świętokrzyskie Towarzystwo Regionalne: Zagnańsk 2024, 414 S. ISBN 978-83-64439-63-6.
- Karol Czejarek: Bronisława Wilimowska. Wszystko dla niej było malarstwem …Oficyna Wydawnicza ASPRA-JR,  Warszawa 2025, 439 S., ISBN 978-83-8209-331-5
- Werke von Hans Hellmut Kirst:
  - 08/15 dzisiaj / 08/15 heute : Warszawa : "Libros" : "Świat Książki", 2000 : ISBN 83-7227-647-1
  - 08/15 w partii / 08/15 in der Partei : Warszawa : Instytut Wydawniczy Erica, 2012 : ISBN 978-83-62329-59-5
  - Heil, Herr Hauptwachtmeister! : wojna z Polską / Manetekel '39 Wehrmacht im Polenkrieg : Warszawa : Bellona, 2011 : ISBN 978-83-11-12047-1.
  - Mane, tekel '39 : (wojna z Polską) / Menetekel '39 : Warszawa : "Interart", 1993 : ISBN 83-7060-122-7
  - Noc długich noży / Die Nächte der langen Messer : Warszawa : "Libros" : "Świat Książki", 2000 : ISBN 83-7227-671-4
  - Noc generałów / Die Nacht der Generale : Warszawa : "Libros", 2001 : ISBN 83-7227-670-6
  - Pies i jego pan : opowieść o przyjacielu / Hund mit Mann : Warszawa : "Interart", 1994 : ISBN 83-7060-122-7
  - Rok 1945 - koniec. T. 1, Chaos upadku / Ende'45 : Warszawa : "Świat Książki", 2003 : ISBN 83-7227-691-9
  - Rok 1945 - koniec. T. 2, Ratuj się, kto może! / Ende'45 : Warszawa : "Świat Książki", 2003 : ISBN 83-7227-692-7
  - Rozwiedzeni przez śmierć / Geschieden durch den Tod : Warszawa : "Interart", 1994 : ISBN 83-7060-215-0.